# 重力ピエロ
『重力ピエロ』（じゅうりょくピエロ）は伊坂幸太郎による日本の小説作品、およびそれを原作とした2009年公開の映画作品。
第129回直木賞候補作品、第57回日本推理作家協会賞長編及び連作短編集部門候補作品、第1回本屋大賞ノミネート作品、2004年版このミステリーがすごい!第3位。

## あらすじ
仙台の街で起こる連続放火事件。放火現場の近くには必ず奇妙なグラフィティアートが描かれていた。過去に辛い記憶を抱える泉水と春の二人の兄弟は、事件に興味を持ち謎解きに乗り出す。グラフィティアートと遺伝子のルールの奇妙なリンク。謎を解き明かしたとき、その先に見えてくるものとは。

## 登場人物
泉水（いずみ）
本作の語り手。「ジーン・コーポレーション」という遺伝子に関することを取り扱う企業に勤めている。
春に教えられた放火事件のルールに興味を持ち、謎解きに乗り出す。
春（はる）
泉水の弟、二歳違い。1973年4月8日生まれ。
市内に描かれたグラフィティアートを消すことを生業としている。
誕生日がパブロ・ピカソの命日と同じであることを父から教えられ、自身をピカソの生まれ変わりだと信じており、ピカソのことは親しみを込め「ピカッソ」と呼ぶ。
伊坂の著書『死神の精度』にも登場し、その主人公「千葉」との会話が書かれている。
父
泉水と春の父親。癌を患って入院している。
地味で目立たない平凡な公務員だが、泉水は父のことを凄い人間だと思っている。
母
泉水と春の母親。何年か前に亡くなっている。
結婚前はモデルをしており、仕事で仙台の市役所を訪れた際に父と出逢い一目惚れをし、モデルを辞めて仙台に押し掛けた。
郷田 順子（ごうだ じゅんこ）
「日本文化会館管理団体」という団体の職員である女性。困惑すると、自分の両耳を触る癖がある。
仙台市において文化会館の壁への落書きが酷くなったために、グラフィティアートに関わっている春のことを調査している。
黒澤（くろさわ）
泉水がある調査を依頼した探偵。伊坂の著書『ラッシュライフ』『フィッシュストーリー』『首折り男のための協奏曲』にも登場している。
非常に腕が良く、難しい依頼もわずかな期間で遂行する。本人によれば探偵はあくまで副業とのこと。本業は『ラッシュライフ』『フィッシュストーリー』同様に泥棒であると推測される。
葛城（かつらぎ）
「ジーン・コーポレーション」に検査を依頼した男。
売春斡旋を行っており、過去の様々な悪行を自慢することを楽しみとしている。

## 刊行情報
単行本
- 伊坂幸太郎『重力ピエロ』新潮社、2003年4月22日発売、ISBN 978-4-10-459601-0

文庫
- 伊坂幸太郎『重力ピエロ』新潮社〈新潮文庫〉、2006年7月1日発売、ISBN 978-4-10-125023-6

## 映画
アスミック・エース配給で仙台・宮城は2009年4月25日、その他全国は、2009年5月23日に公開。第1回仙台シネマ認定作品。

### キャスト
下記のキャストの説明は、上記の原作の登場人物の欄にない事柄の追加や異なる設定などを表記
奥野泉水
演 - 加瀬亮（幼少期：大野日南太、少年時代：熊谷知博）
大学院生。大学では遺伝子学を学んでいる。実家を出てアパートで一人暮らしをしている。弟の春とは子供の頃から仲が良く、お互いがピンチになった時に助け合ったりしている。真面目で大人しい性格だがいざとなると行動力を発揮する。頭脳明晰で頭を使うことは得意だが、体を動かすのはあまり得意ではなく高校時代に春と同じくバスケ部所属だったが、自身は補欠部員。
奥野春
演 - 岡田将生（少年時代：北村匠海）
泉水の弟。泉水によると見た目が良くて女性にモテるが、今のところ恋愛に興味はない。ガンジーを尊敬しており、彼の言葉をいくつか覚えていて日常会話で時々引用している。自宅の自室の壁にはガンジーを含めて世界の偉人の顔写真や肖像画などが貼られている。絵が得意で小学生の頃に絵画コンクールで金賞を受賞したことがある。足腰が丈夫なのか、建物の2階ぐらいの高さから飛び降りても無傷である。
奥野正志（ただし）
演 - 小日向文世
泉水と春の父親。過去に住宅街の一軒家に住んでいたが、春が生まれる頃に他人の別荘だった物件を持ち主の好意で借りられることになり引っ越してきた。引っ越し先では仕事か趣味かは不明だが、ミツバチを育てていてハチミツを採取している。のんきで陽気な性格だが、意外と芯が強く頼もしい一面もある。普通なら暗い話になりそうなことも明るく軽く話す人物。嘘をつくと唇を触る癖がある。
奥野梨江子
演 - 鈴木京香
泉水と春の母親。生前は正志を『ただしくん』と呼び、仲睦まじい夫婦だった。モデルを辞めて主婦になった後も地元の主婦たちから美人であることを羨ましがられていた。母親になった後、「結婚前の私は子どもを産んで育てるタイプではないと思っていた」と語っているが、実際には二人の子どもを一番に考えて愛情深く育てていた。
夏子
演 - 吉高由里子（高校時代：大谷英里）
春の高校時代からのストーカー。本名は不明。夏子という名前は奥野兄弟が陰で呼んでいるあだ名で、泉水によると『春のストーカー』であることから「春の後からやって来るから」という意味でつけられた。本人によると全身整形したとのことで高校時代とは別人のようになっている。
山内
演 - 岡田義徳
泉水の大学院の同級生で同じ研究室仲間。泉水と大学内の移動中や研究室にいる時に奥野兄弟の話や町の噂話などを興味深く雑談している。
葛城由紀夫
演 - 渡部篤郎（高校時代：尾関伸嗣）
39歳。行きつけのバーに来店しているがいつも酒ではなく、ジンジャーエールばかり飲んでいる。過去に罪を犯して少年院に入っていたことがある。

### スタッフ
- 監督：森淳一
- 企画・脚本：相沢友子
- 原作：『重力ピエロ』伊坂幸太郎（新潮文庫刊）
- エグゼクティブプロデューサー：豊島雅郎
- プロデューサー：荒木美也子、守屋圭一郎
- 音楽：渡辺善太郎
- 撮影：林淳一郎
- 美術：花谷秀文
- 編集：三條知生
- 照明：中村裕樹
- 録音：藤本賢一
- 装飾：山下順弘
- 衣装：長田久美
- 企画・配給：アスミック・エース
- 製作プロダクション：アスミック・エース、ROBOT
- 製作：「重力ピエロ」製作委員会（アスミック・エース、ROBOT、テレビ朝日、朝日放送、東日本放送、九州朝日放送、Yahoo! JAPAN、河北新報社、住友商事）
- 主題歌：S.R.S「Sometimes」

### ソフト化
- 重力ピエロ 特別版（DVD1枚組、2009年10月23日発売、発売元・アスミック・エース、販売元・角川映画）
  - 映像特典
    - メイキング・オブ・重力ピエロ
    - 重力ピエロ舞台挨拶集
    - S.R.S「Sometimes-B.C-」ミュージックビデオ
    - 特報・劇場予告編・TVスポット集

  - 音声特典
    - 視覚障がい者用音声ガイド

  - 初回限定特典
    - ブックレット
    - 特製アウターケース
- 【TCE Blu-ray SELECTION】重力ピエロ ブルーレイ スペシャル・エディション（BD1枚組、2012年9月5日発売、発売元・アスミック・エース、販売元・TCエンタテインメント）
  - 映像・音声特典：DVD特別版の全映像・音声特典を収録